# 圣斯特凡诺-迪塞萨尼奥
圣斯特凡诺-迪塞萨尼奥（義大利語：Santo Stefano di Sessanio）是意大利阿奎拉省的一个市镇。总面积33.14平方公里，人口121人，人口密度3.7人/平方公里（2009年）。ISTAT代码为066091。